# 385571 Otrera
385571 Otrera é um troiano de Netuno que tem o mesmo período orbital do planeta Netuno e orbita no ponto de Lagrange L4 a cerca de 60 graus à frente de Netuno. O mesmo possui uma magnitude absoluta de 8,8 e tem um diâmetro estimado com cerca de 76 km. Este objeto foi o segundo troiano de Netuno descoberto.

## Descoberta e nomeação
385571 Otrera foi descoberto no dia 16 de outubro de 2004 pelos astrônomos Scott S. Sheppard e Chadwick A. Trujillo. Ele recebeu seu nome em referência a Otrera, uma personagem da mitologia grega, que foi a primeira rainha das Amazonas. Ela estava envolvida com Ares e era a mãe da rainha das Amazonas Pentesileia, que liderou as Amazonas na guerra de Troia.

## Órbita
A órbita de 385571 Otrera tem uma excentricidade de 0,028 e possui um semieixo maior de 30,167 UA. O seu periélio leva o mesmo a uma distância de 29,319 UA em relação ao Sol e seu afélio a 31,015 UA.